# Vlag van Longerhouw

Vlag van Longerhouw

De vlag van Longerhouw is de dorpsvlag van het Nederlandse dorp Longerhouw, in de Friese gemeente Súdwest-Fryslân. Deze vlag is ontworpen door Klaes Sierksma. De vlag werd in 1955 aangenomen en in 1969 geregistreerd.
Bij gemeenteraadsbesluit van 19 april 1955 zijn een vlag vastgesteld voor de 27 dorpen van de vroegere gemeente Wonseradeel. Deze vlag is ontworpen door Klaes Sierksma.

## Ontwerp
De vlag bestaat uit vier diagonale banen in het geel en rood rechtsgeschuind. Aan de mastzijde toont een blauwe verticale baan met daarin een wit blokje.

## Verklaring
De kleuren geel en rood zijn afgeleid van het dorpswapen. De gele en rode banen verwijzen naar het delen van een predikant met het naburige Schettens. De mastzijde toont de vlag van Wonseradeel, de gemeente waar Longerhouw eerder tot behoorde.

## Zie ook

Wapen van Longerhouw